# Drakensberg
El Drakensberg (nom afrikaans que significa 'la muntanya del Drac') és la cadena muntanyosa més alta de l'Àfrica Austral (té el seu punt més elevat al Thabana Ntlenyana, de 3.482 metres) i és coneguda en zulu com a Ukhahlamba i en sesotho com a Maluti (o Maloti).
Les muntanyes Drakensberg estan situades a la part oriental de Sud-àfrica i s'estenen gairebé 1.000 km de sud-oest cap a nord-oest, formant la frontera nord-est amb Lesotho; també separen la província de KwaZulu-Natal de la de l'Estat Lliure. Estan regades a l'oest pels rius Orange i Vaal, a més d'altres de menor importància.
A causa de la seva formació geològica, és una serralada molt característica, gairebé única al món i només comparable a les muntanyes Simien d'Etiòpia. Les muntanyes tenen al capdamunt una capa de basalt de més de 1.500 metres de gruix, causada per una gran erupció volcànica fa uns 200 milions d'anys, mentre que la part baixa és de pedra sorrenca (gres), vestigi del llac gegantí que cobria el sud de l'Àfrica ara fa uns 500 milions d'anys. Aquesta dualitat de materials constituents, unida a l'erosió de l'aigua i el vent, dona una combinació sorprenent de cingles, blocs de pedra i pinacles.
En aquestes muntanyes, hi ha diverses reserves naturals, entre les quals destaquen dos parcs nacionals, el Royal Natal National Park i el Drakensberg National Park (o uKhahlamba), aquest darrer declarat Patrimoni de la Humanitat per la UNESCO l'any 2000.

## Etimologia
El nom afrikaans Drakensberge prové del nom dels primers colons holandesos a la regió. Els anomenaven Drakensbergen o "Muntanyes de Dragons". Algunes de les possibles raons d'aquest nom inclouen alguns cims singulars que donen un aspecte similar al de la part posterior del mític drac europeu, antics mites locals de dracs que vaguen per les muntanyes i possibles troballes de fòssils de dinosaures (que s'haurien confós amb les restes de dracs).
Quan la majoria dels sud-africans i visitants parlen del Drakensberg, es refereixen a la gran escarpa que forma la frontera entre Lesotho i KwaZulu-Natal, creient que és una serralada de muntanyes que s'estenen cap a Lesotho, més conegudes com les Terres Altes de Lesotho. Aquesta part més alta de la Gran Escarpa es coneix com a uKhahlamba ("Barrera de llances apuntades") en Zulu i Maluti en Sotho.

## Origen geològic

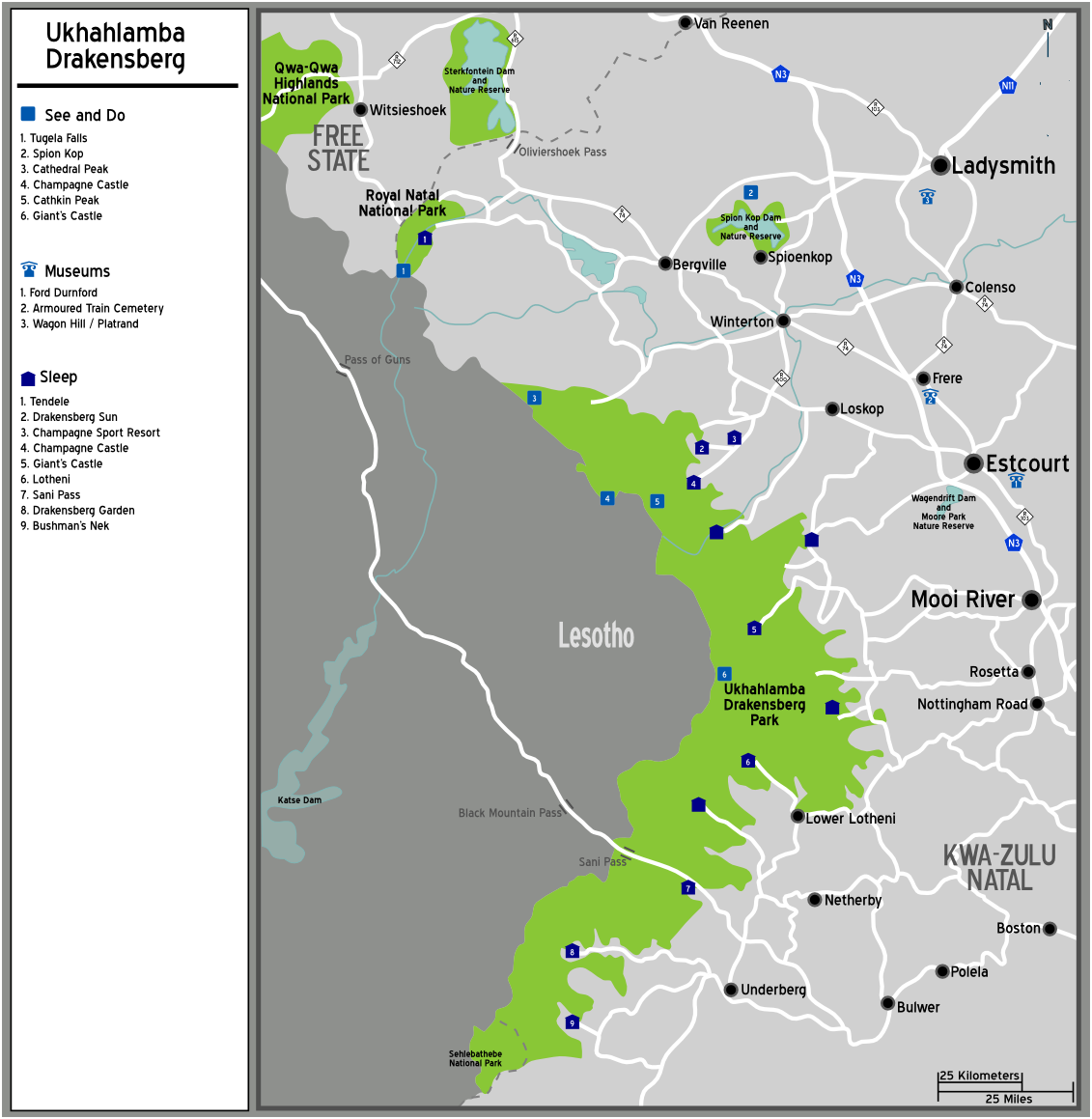
Mapa de la regió d'Ukhahlamba-Drakensberg, KwaZulu-Natal, Sud-àfrica. En verd, zones amb protecció legal en territori sud-africà.

Fa uns 180 milions d'anys, un plomall de mantell sota el sud de Gondwana va provocar una protuberància de l'escorça continental de la zona que més tard es convertiria en l'Àfrica meridional. En els següents 10 a 20 milions d'anys es van formar valls de rift a banda i banda de la protuberància central, que es va inundar per esdevenir els oceans proto-atlàntic i proto-índic. Les parets escalonades amb angles molt propers a la vertical d'aquestes valls de rift van formar una línia que envoltava el subcontinent sud-africà recentment format. Amb l'ampliació dels oceans Atlàntic, Índic i Meridional, l'Àfrica meridional es va quedar tectònicament en repòs. Rarament es produeixen terratrèmols i no hi ha hagut cap activitat volcànica ni orogènica durant uns 50 milions d'anys en aquesta àrea. Un període d'erosió gairebé ininterromput ha continuat fins al present, cosa que ha provocat la pèrdua de capes de diversos quilòmetres de gruix des de la superfície de l'altiplà. Com a conseqüència de l'erosió, es va dipositar una gruixuda capa de sediments a la plataforma continental marina (els graons inferiors de les parets originàries de la vall del rift) que envolta el subcontinent. Durant els darrers vint milions d'anys, s'ha produït un aixecament massiu, de l'Àfrica meridional, especialment a l'est. Com a resultat, la major part de l'altiplà es troba a més de 1.000 m malgrat l'extensa erosió. L'altiplà està inclinat de tal manera que el seu punt més alt es troba a l'est, i s'inclina suaument cap a l'oest i al sud. L'elevació de la vora de les escarpes orientals és normalment de més de 2.000 m. Arriba al seu punt més alt (més de 3.000 m) on l'escarpa forma part de la frontera internacional entre Lesotho i la província sud-africana de KwaZulu-Natal. L'elevació de l'altiplà central durant els últims 20 milions d'anys i l'erosió va provocar el desplaçament de l'escarpament original cap a l'interior, creant la plana costanera actual amb els detritus. La posició de l'escarpa actual és d'aproximadament 150 quilòmetres a l'interior de les línies originals de fallades que van formar les parets de la vall del rift que es van desenvolupar al llarg de la costa durant el trencament de Gondwana. Es diu que la taxa d'erosió de l'escarpa a la regió de Drakensberg és d'uns 1,5 m per cada 1.000 anys, o 1,5 mil·límetres per any.

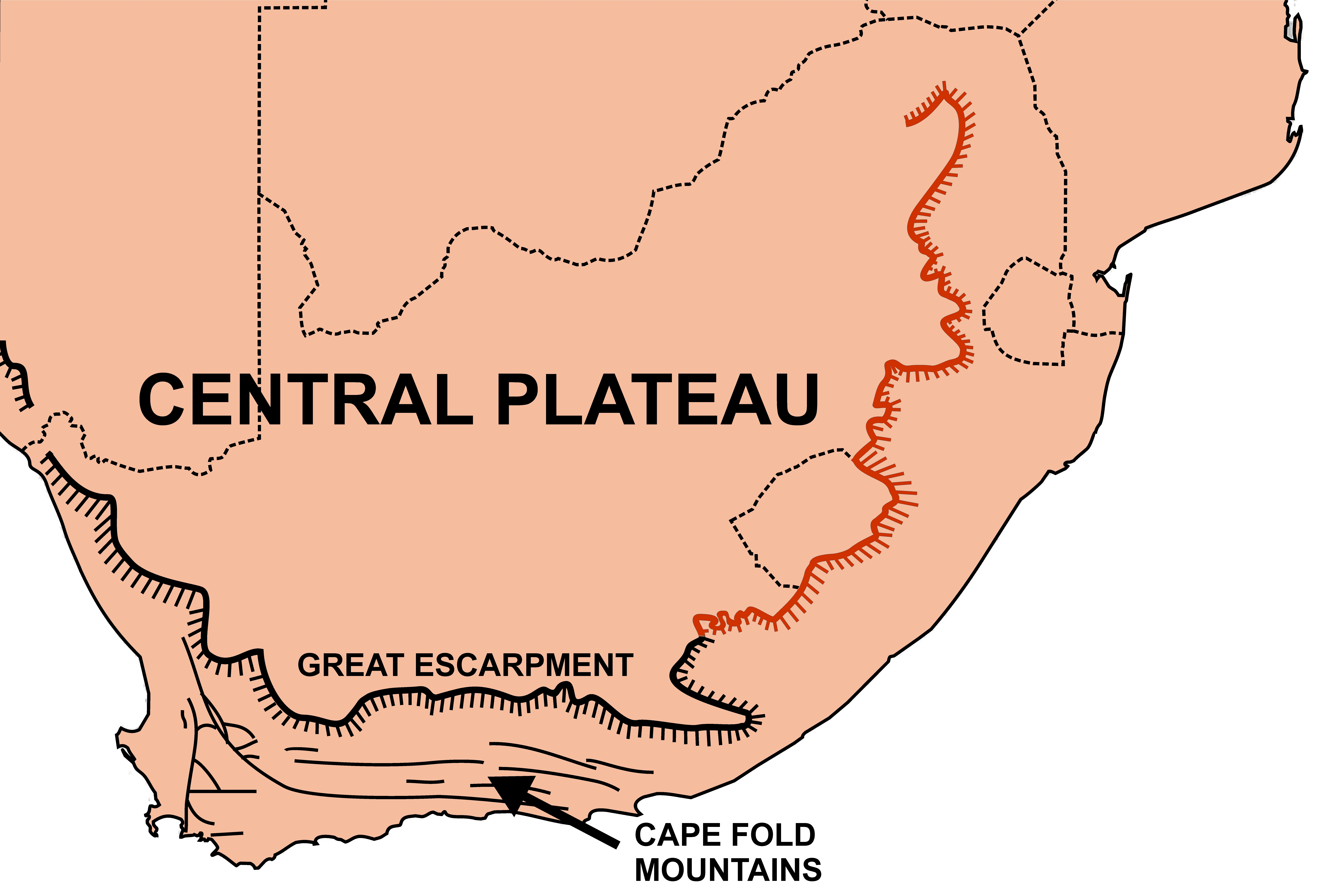
L'altiplà central del sud d'Àfrica, envoltat de la gran escarpa. La porció de l'escarpa de color vermell s'anomena "Drakensberg"

A causa de l'extensa erosió de l'altiplà, que es va produir a la majoria de les èpoques mesozoiques i cenozoïques, cap de les seves roques superficials (excepte les sorres del Kalahari) són més joves de 180 milions d'anys. Les roques més joves que queden cap a l'altiplà de Lesotho. Es tracta de la Formació Clarens establerta en les condicions desèrtiques de fa uns 200 milions d'anys, coronada per una capa gruixuda de lava a 1600 m d'altitud que va sortir per erupció i va cobrir la major part d'Àfrica meridional i grans parts de Gondwana, fa uns 180 milions d'anys. Aquestes roques formen els vessants pronunciats de la Gran Escarpa en aquesta regió, on el seu punt de màxima alçada supera els 3.000 m.

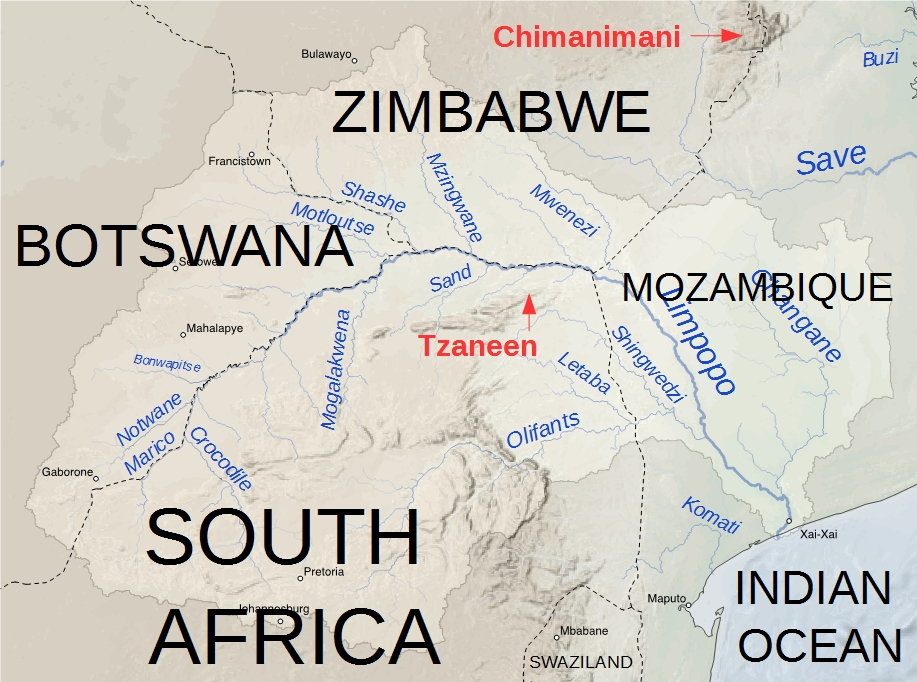
Entre els punts assenyalats en vermell (municipis) hi ha una desaparició de l'escarpament sud-africà i l'àmplia Vall del Limpopo i afluents.

La retirada erosiva de l'escarpament des de la costa fins a la seva posició actual significa que les roques de la plana costanera són, amb poques i petites excepcions, més antigues que aquelles que cobreixen la part superior de l'escarpa.

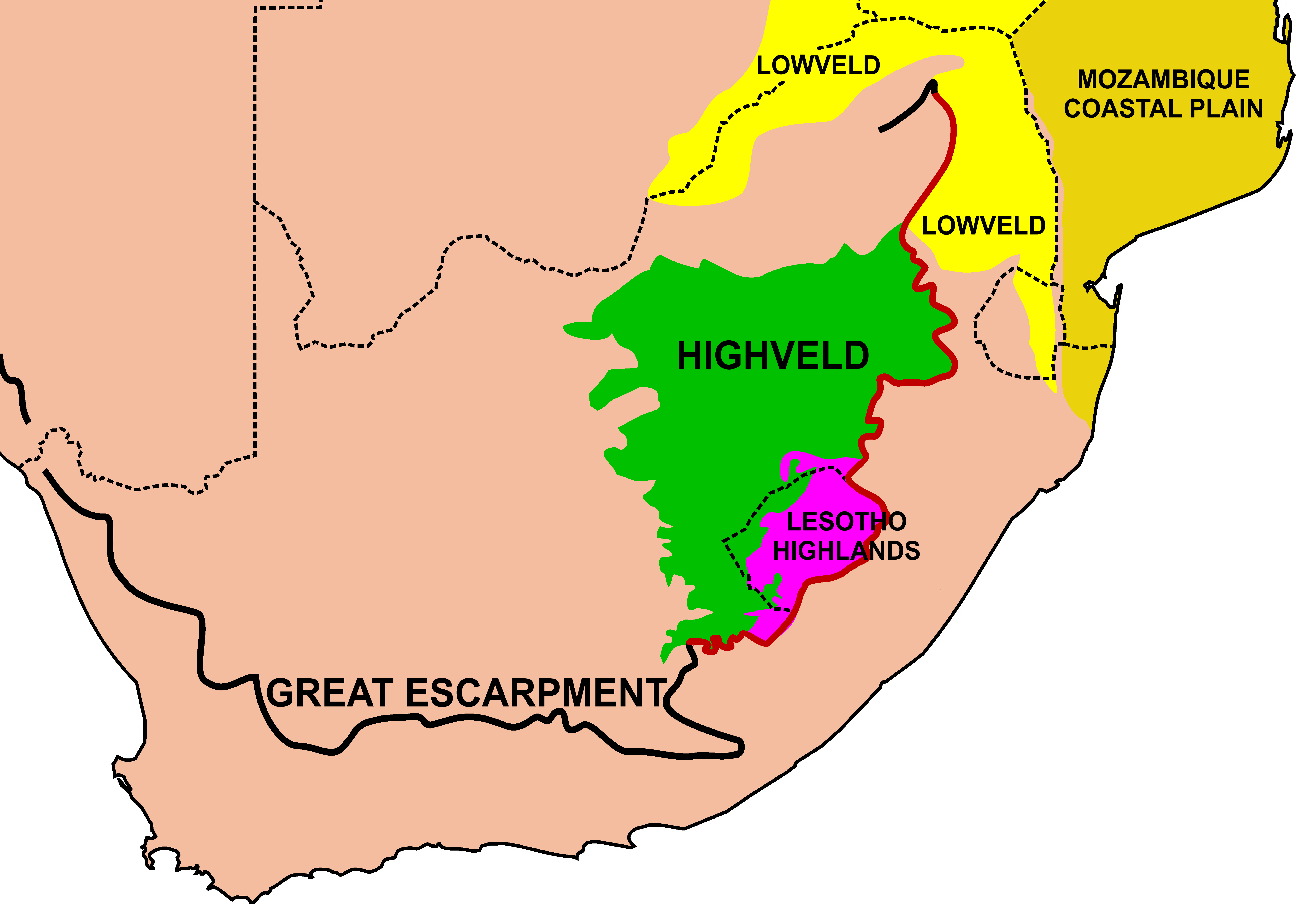
Extensió de l'Alt-Veld i el Baix-Veld al voltant de l'escarpament sud-africà.

Així, les roques de Mpumalanga Lowveld (Baix-veld de Mpumalanga) sota la porció de Mpumalanga del Gran Escarpament tenen més de 3.000 milions d'anys d'antiguitat. Les roques de les terres d'alçada mitjana de KwaZulu-Natal pertanyen, principalment, als grups Beaufort i Ecca (del Supergrup Karoo), de 220–310 milions d'anys i, per tant, són considerablement més velles que els laves de Drakensberg (amb 180 milions d'anys) capa cimera de l'escarpa a la frontera entre KwaZulu-Natal i Lesotho. Tota la part oriental de la Gran Escarpa (vegeu els mapes adjunts) constitueix el Drakensberg. El Drakensberg finalitza al nord prop de Tzaneen al voltant del paral·lel 22°S. Hi ha l'absència de la gran escarpa durant uns 450 km al nord de Tzaneen per reaparèixer a la frontera entre Zimbàbue i Moçambic a les terres altes de Chimanimani. L'absència és per causa d'una branca avortada a ponent de la falla principal del Rift. Avortament que va provocar l'Antàrtida en començar la deriva per allunyar-se de l'Àfrica austral durant la ruptura de Gondwana fa uns 150 milions d'anys. El baix riu Limpopo i el riu Save desemboquen a l'oceà Índic a través del que queda d'aquesta incipient relicta vall de rift que ara forma part del Baix-Veld sud-africà.

## Geomorfologia

### Aparença

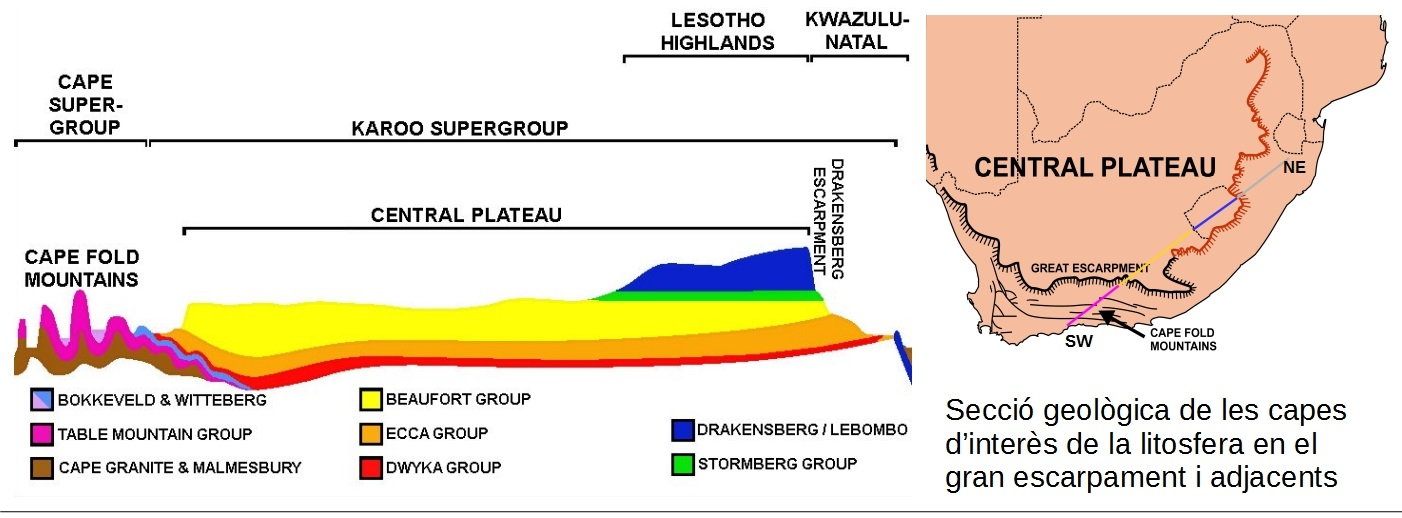
Una secció aproximada SW-NE a través de Sud-àfrica amb la península del cap (amb Table Mountain) a l'extrem esquerre i al nord-est de KwaZulu-Natal a la dreta. Diagramàtic i només aproximadament a escala. Mostra com l'Escarpament de Drakensberg està relacionat amb les principals característiques geogràfiques que dominen les parts meridionals i orientals del país, en particular, la Meseta Central, la vora sud-oest (al diagrama) es diu escarpament de Roggeberg (no etiquetada). Les principals capes geològiques que configuren aquesta geografia s'indiquen en diferents colors, el significat i l'origen dels quals s'expliquen sota els títols "Supergrup Karoo" i "Supergrup del Cap". La capa de 1600 m de gruix de basalt resistent a l'erosió (lava) que explica l'alçada i la inclinació de l'escarpa de Drakensberg a la frontera de KwaZuluNatal-Lesotho s'indica en blau. Immediatament a sota hi ha el grup Stormberg que es mostra en verd. La formació de Clarence, amb les seves nombroses coves i pintures de San Rock, forma part d'aquest darrer grup.

L'escarpa que es veu a la imatge (secció de la litosfera) és una sèrie de muntanyes. El Drakensberg de Limpopo, de Mpumalanga i Lesotho tenen superfícies superiors resistents a l'erosió i, per tant, tenen un aspecte molt robust, combinant blocs i pinacles de vessants pronunciats (donant lloc al nom Zulu "barrera de llances apuntades cap amunt"). El primer que va donar a aquestes muntanyes el seu nom en afrikaans o neerlandès "Drakensberg", i per què, és desconegut. El Drakensberg de l'estat lliure de KwaZulu-Natal està format per roques més blanes i, per tant, tenen un aspecte més arrodonit i suau vistes des de baix. La part superior de l'escarpa és generalment una capa plana i de relleu suau, fins i tot a Lesotho. Les "muntanyes de Lesotho" es formen a partir de l'escarpament de Drakensberg per rierols d'escorrentia que es converteixen per erosió en profundes valls que contenen afluents del riu Orange. El gran nombre d'afluents dona a les Terres Altes de Lesotho un aspecte muntanyós molt accidentat, tant des de terra com des de l'aire.
Les parts més altes del Drakensberg tenen un ambient lleugerament periglacial. És possible que el canvi climàtic recent hagi disminuït la intensitat de la periglaciació.
Knight i Grab van traçar la distribució d'impactes de llamps a Drakensberg i van descobrir que el llamp controla de manera significativa l'evolució dels paisatges de les muntanyes, ja que ajuda a modelar les àrees de la cimera, les zones més altes, amb llur efecte d'explosió mecànica. Anteriorment, se suposava que els residus angulars van ser creats per canvis típics d'ambients periglacials freds, com ara la fractura a causa de les gelades.

### Composició de les roques

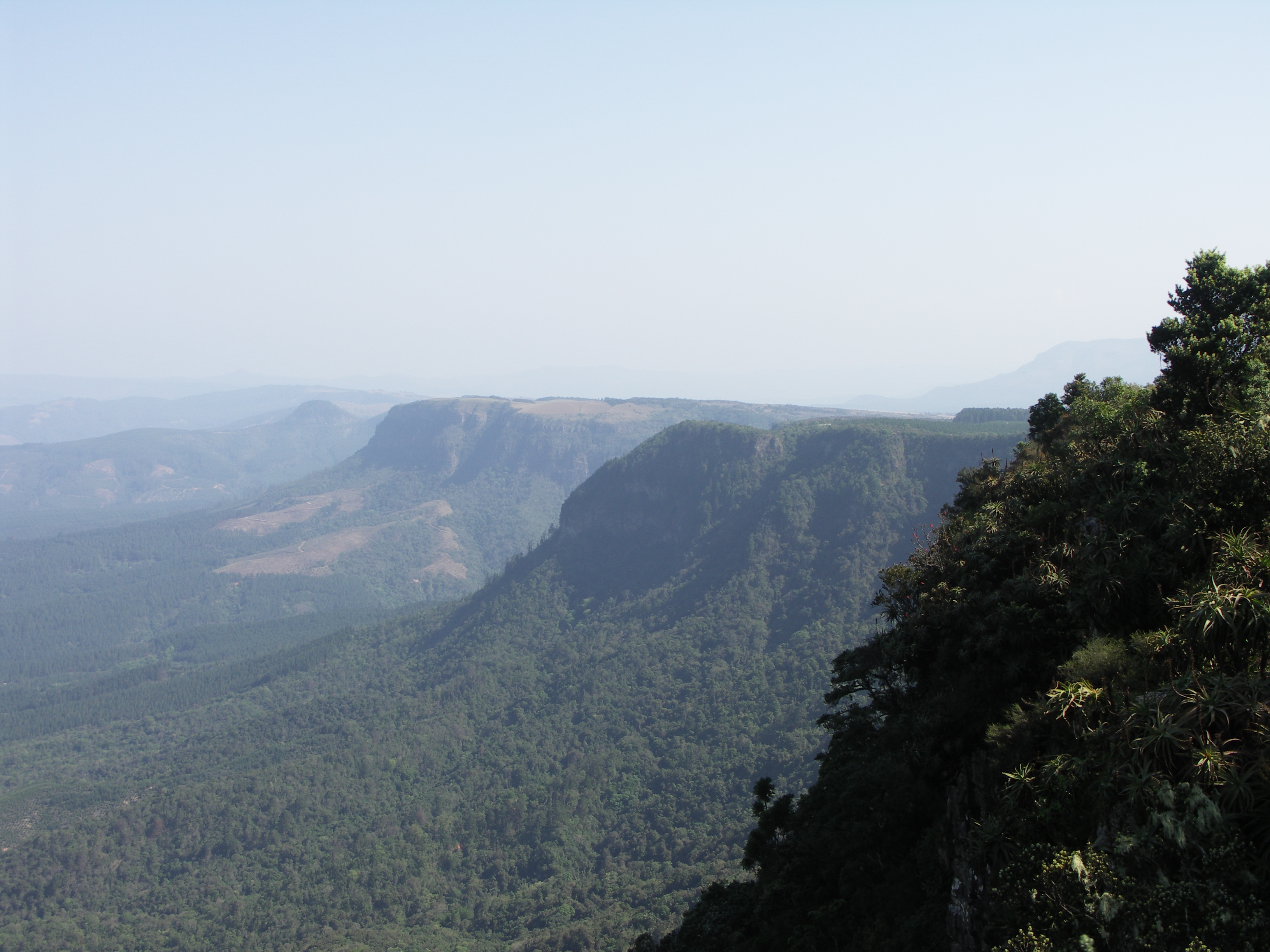
Una vista de la part Mpumalanga Drakensberg de la Gran Escarpa, des de God's Window, a prop de Graskop mirant cap al sud. La capa resistent a l'erosió dura que forma la cinglera de l'escarpa aquí consisteix en quarsita plana que pertany a la Formació Black Reef, que també forma les muntanyes de Magaliesberg properes a Pretòria.

La composició geològica de Drakensberg (paret de l'escarpa) varia considerablement al llarg dels seus més de 1000 km de longitud. El Drakensberg de Limpopo i el Mpumalanga estan coberts per una capa de quarsita resistent a l'erosió que forma part del supergrup de Transvaal, que també forma el Magaliesberg al nord i al nord-oest de Pretòria. Aquestes roques tenen més de 2.000 milions d'anys d'antiguitat. Al sud del paral·lel 26°S, l'escarpa de Drakensberg està composta per pissarres del grup Ecca, que pertanyen al Supergrup Karoo, que té 300 milions d'anys d'antiguitat. La part del Drakensberg que forma la frontera de l'Estat Lliure de KwaZulu-Natal està formada per roques Beaufort lleugerament més joves (250 milions d'anys d'antiguitat) que també formen part del Supergrup Karoo. Els grups Ecca i Beaufort estan formats per roques sedimentàries menys resistents a l'erosió que les altres roques que formen l'escarpa de Drakensberg. Per tant, aquesta part de l'escarpa no és tan impressionant com els trams Mpumalanga i Lesotho del Drakensberg. El Drakensberg, que forma les fronteres nord-est i oriental de Lesotho, així com el Drakensberg d'El Cap Oriental, es compon d'una gruixuda capa de basalt (lava) que va esclatar fa 180 milions d'anys. Tot això descansa sobre els sediments més joves del Supergrup de Karoo, el gres Clarens, que es va establir en condicions de desert, fa uns 200 milions d'anys.

### Cims més alts
El pic més alt és Thabana Ntlenyana, a 3.482 m. Altres pics notables són Mafadi (3.450 m), Makoaneng a 3.416 metres, Njesuthi a 3.408 metres, Champagne Castle a 3.377 metres, Giant's Castle a 3.315 metres, Ben Macdhui a 3.001 metres i Popple Peak a 3.331 metres, tots ells a la zona fronterera amb Lesotho. Una altra zona popular per als excursionistes muntanyencs és Cathedral Peak. Al nord de Lesotho, la serralada es torna més baixa i menys accidentada fins a entrar a Mpumalanga, on les muntanyes de quarsita del Drakensberg-Transvaal són més elevades i més trencades i formen la vora oriental de la conca de Transvaal, on la Barrancada del Riu Blyde roman dins d'aquest tram. La geologia d'aquesta secció és igual a la de Magaliesberg i en forma una continuïtat fins a arribar-hi.

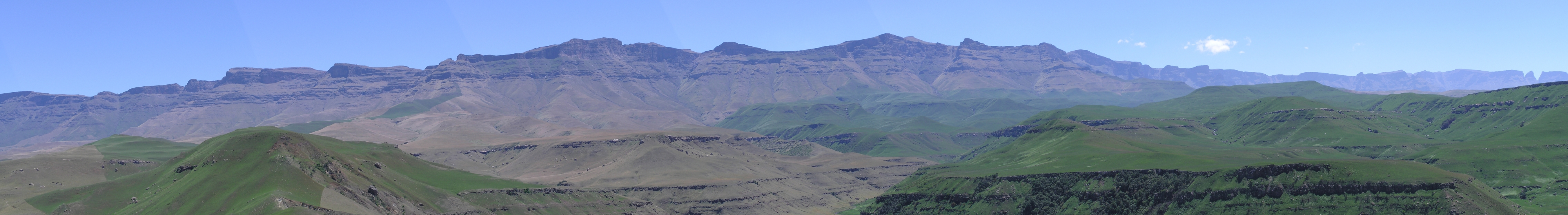
Panorama de la Regió de Giant's Castle

### Ecologia

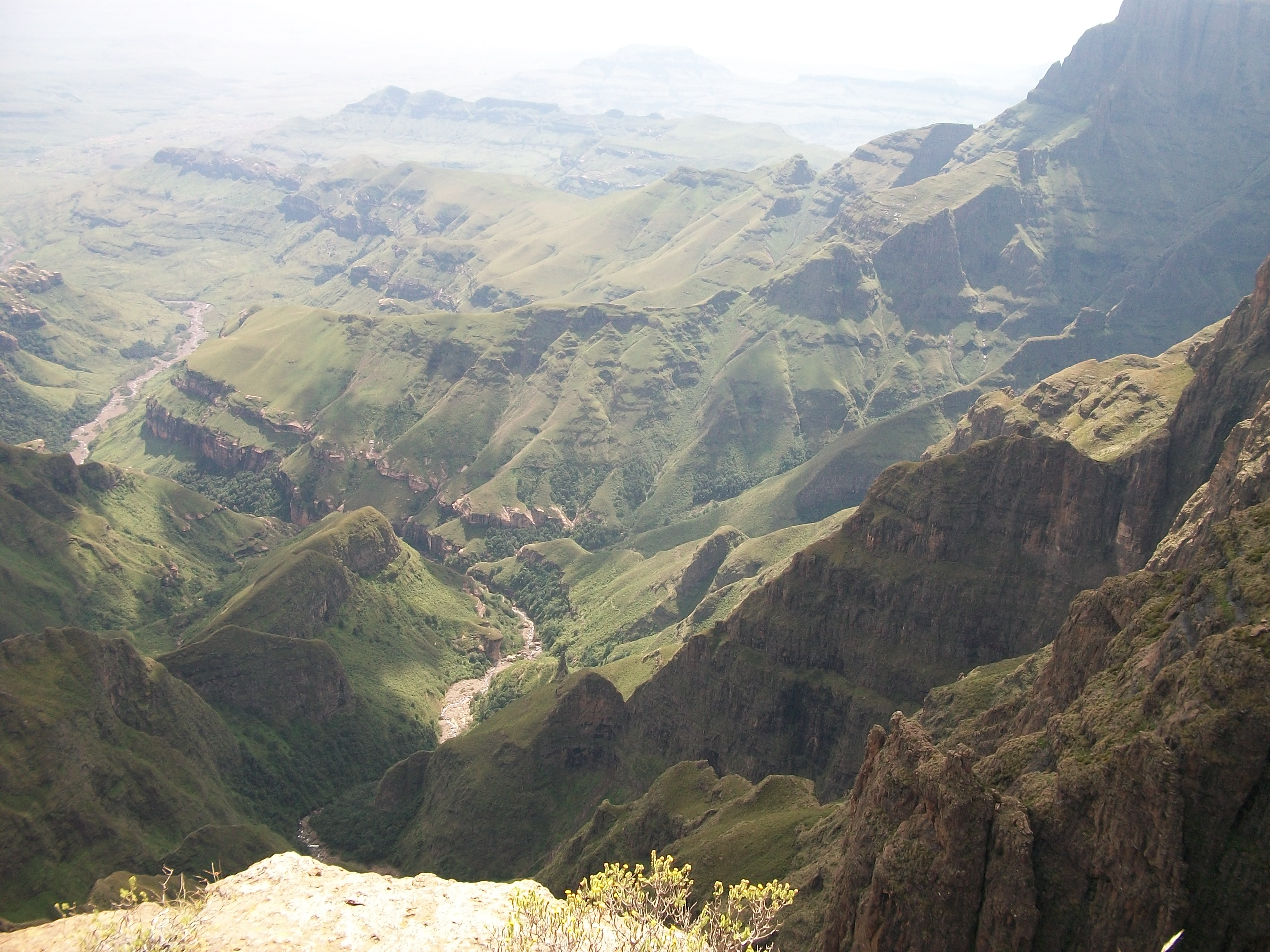
A prop de les cascades de Tugela, Drakensberg, Sud-àfrica

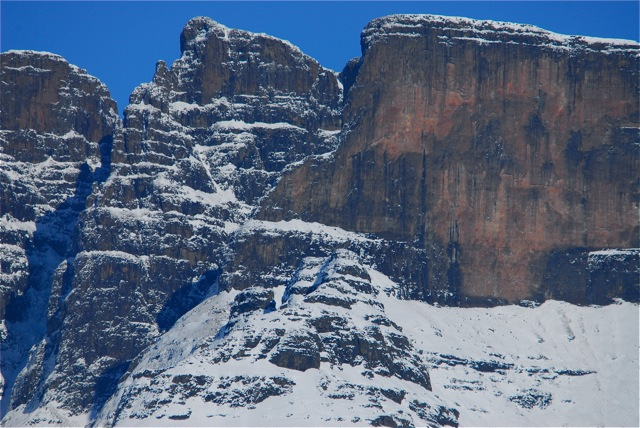
Cingles nevats durant el juliol a la zona d'Ukhahlamba

Els pics d'alta muntanya, despullats d'arbres del Drakensberg (des de 2.500 m cap amunt) han estat descrits pel Fons Mundial per la Natura amb el nom d'Ecoregió de Pastures i Boscs d'Alta Muntanya de Drakensberg. Aquests forts pendents són les muntanyes més altes del sud d'Àfrica, i estant relativament a prop de l'equador proporcionen hàbitats més frescos a altituds més baixes que la majoria de les serralades del continent. Les elevades precipitacions generen moltes rieres i rius de muntanya, incloent-hi les fonts del riu Orange, el més llarg del sud d'Àfrica i el riu Tugela. Aquestes muntanyes també tenen la segona cascada més alta del món, les Tugela Falls (Thukela Falls), que té una caiguda total de 947 m. Els rius que circulen des del Drakensberg són un recurs essencial per a l'economia sud-africana, proporcionant aigua a les províncies industrials de Mpumalanga i Gauteng, que conté la ciutat de Johannesburg. El clima és humit i fresc a les elevacions elevades, que experimenten nevades a l'hivern.
Mentrestant, els vessants herbacis més baixos (de 1.800 a 2.500 m) del Drakensberg a Swazilàndia, Sud-àfrica i Lesotho constitueixen l'ecoregió de Prat, Bosc arbrat i Forest Montans.

### Flora
Les muntanyes són riques en plantes, incloent un gran nombre d'espècies llistades al Llibre de Dades Vermelles de plantes amenaçades, amb 119 espècies catalogades com a en perill d'explotació global i "de les 2 .153 espècies de plantes del parc, un notable 98 són endèmiques o quasi-endèmiques".
La flora de les pastures altes alti-montanes és principalment herba de matolls, plantes rastreres i arbusts petits com les eriques. Aquests inclouen el rar Àloe espiral (Aloe polyphylla), que, com el seu nom indica, té fulles amb forma d'espiral. Mentrestant, els vessants inferiors són principalment pastures, però també són llar de coníferes, que són rares a l'Àfrica. Les espècies de coníferes trobades al Drakensberg són del gènere Podocarpus. El prat en si mateix és d'interès, ja que conté un gran nombre de plantes endèmiques. Les pastures que es troben aquí inclouen l'herba de civada Monocymbium ceresiiforme, Diheteropogon filifolius, Sporobolus centrifugus, Harpochloa falx, Cymbopogon dieterlenii i Eulalia villosa.
A la part més alta del Drakensberg, la composició de la flora és independent de la inclinació (direcció) i varia en funció de la duresa dels clasts de la roca. Aquesta duresa està relacionada amb la intempèrie i és variable fins i tot dins d'un sol format mineral.

### Fauna
La zona de Drakensberg és "la llar de 299 espècies d'ocells catalogades" que "formen" el 37% de totes les espècies aviars no marines al sud d'Àfrica. Hi ha 24 espècies de serps al Drakensberg, dues de les quals són altament verinoses.

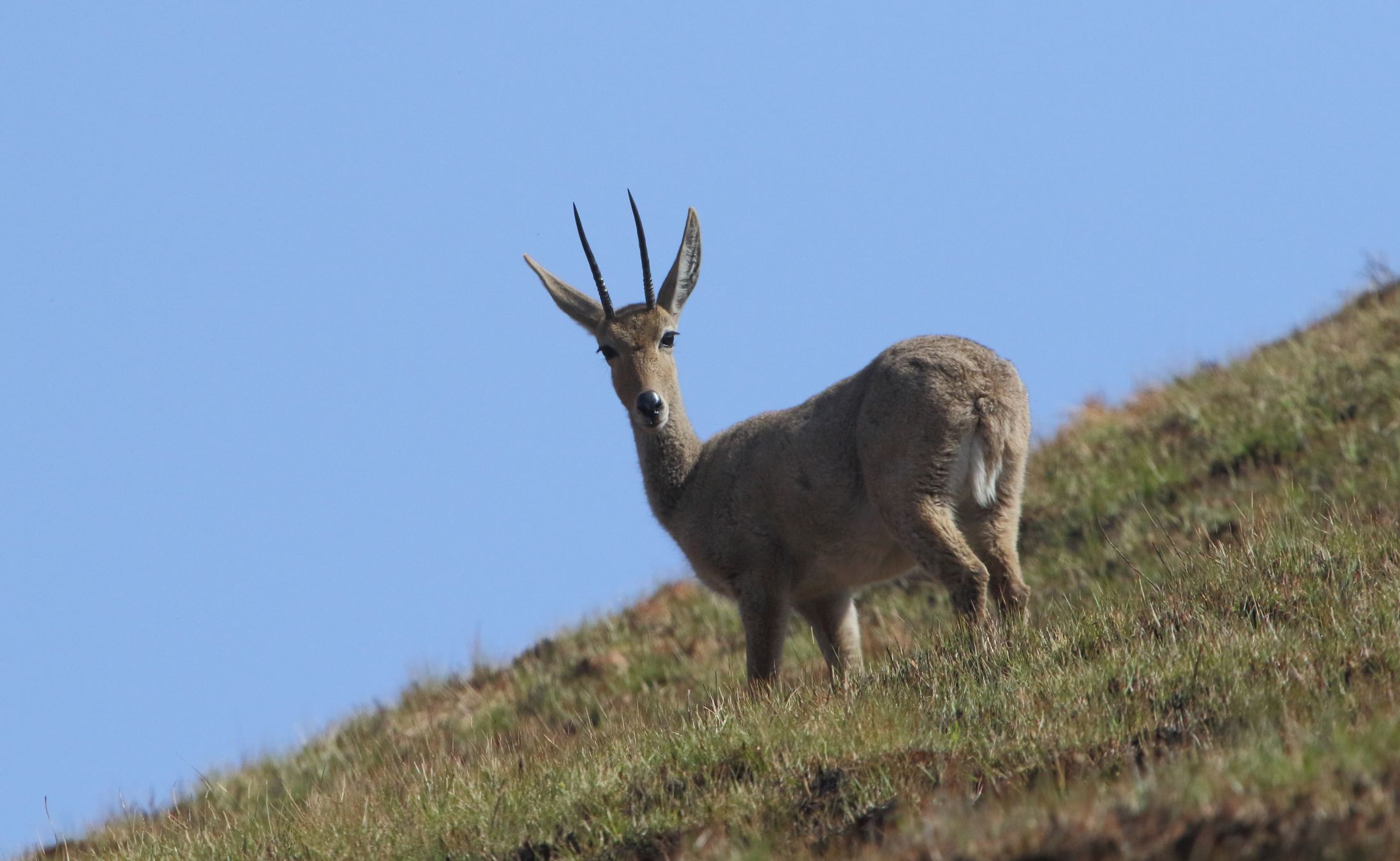
Rhebok Gris, Pelea capreolus

### Fauna dels pics alts

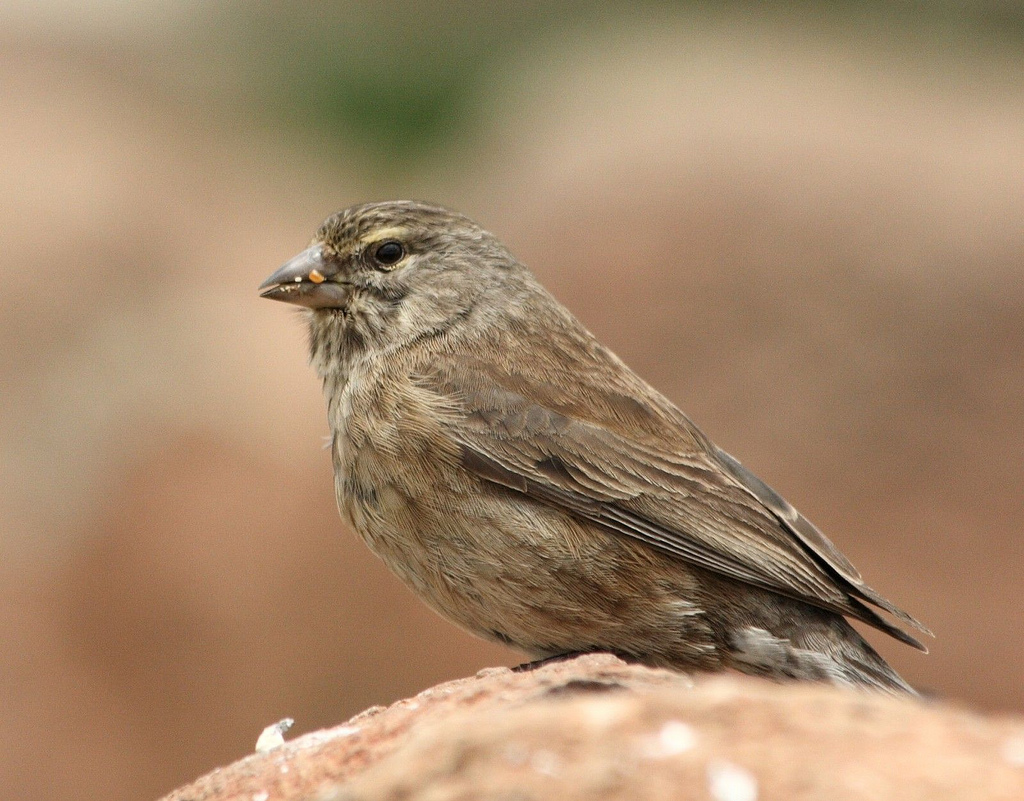
Femella del Siskin de Drakenberg, Pseudochloroptila symonsi

Hi ha un ocell que és endèmic dels alts pics, el pipit de muntanya (Anthus hoeschi), mentre que altres sis es troben principalment aquí: capgròs negre (Lioptilus nigricapillus), Oenanthe bifasciata, alosa de Rudd (Heteromirafra ruddi), Saltador rocós de Drakensberg (Chaetops aurantius), pipita de pit groc (Anthus chloris) i siskin de Drakensberg (Serinus symonsi). El voltor del Cap amenaçat i el xoriguer petit són dues de les aus rapinyaires que volen per les muntanyes. Els mamífers inclouen el Klipspringer (Oreotragus oreotragus), l'eland (Taurotragus oryx) i el reedbuck de Muntanya (Redunca fulvorufula). Altres espècies endèmiques inclouen tres granotes que es poden trobar als rierols de muntanya, granota del riu Drakensberg (Amietia dracomontana), granota del riu Phofung (Amietia vertebralis) i granota del riu Maluti (Amietia umbraculata). Els peixos es troben en els molts rius i corrents, incloent-hi el Maluti Vermell (Pseudobarbus quathlambae), que es creia que estava extingit però s'ha trobat al riu Senqunyane a Lesotho.

### Fauna dels vessants baixos
Els vessants inferiors del Drakensberg donen suport a una gran vida silvestre, potser els més importants els rars rinoceronts blancs del sud (que es van refugiar aquí salvant-se de l'extinció) i els nyus negres (Connochaetes gnou, que a partir del 2011 només es desenvolupa a les zones protegides i les reserves de caça). La zona és la llar de grans ramats de pasturatge i antílops com l'eland (Taurotragus oryx), Redunca arundinum, Redunca fulvorufula, Pelea capreolus i fins i tot algun oribi (Ourebia ourebi). Els babuins de Chacma també estan presents. Les espècies endèmiques inclouen un gran nombre de camaleons i altres rèptils. Hi ha una granota endèmica, la granota de pluja forestal (Breviceps sylvestris) i quatre més que es troben principalment en aquestes muntanyes; granota arborada (Leptopelis xenodactylus), granota queixosa de pluja (Breviceps verrucosus) i Cacosternum poyntoni.

### Conservació

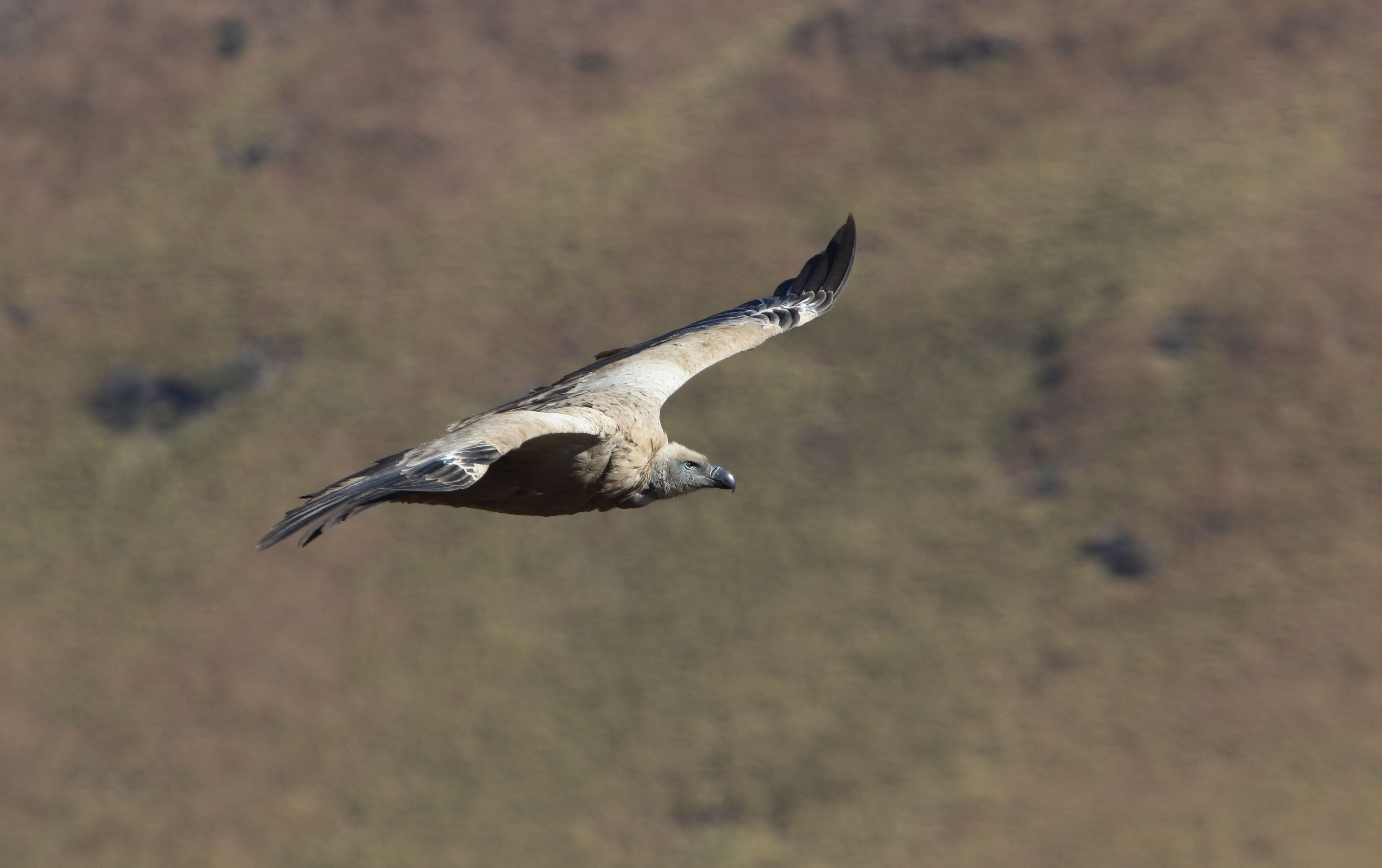
Exemplar de l'espècie amenaçada, Voltor del Cap

Els pendents alts són difícils d'aconseguir, de manera que l'entorn no presenta danys. No obstant això, el turisme al Drakensberg es desenvolupa, amb una gran varietat de rutes de senderisme, hotels i complexos turístics que apareixen a les pistes. La majoria de les parts sud-africanes més altes de la serralada han estat designades com a reserves de caça o zones salvatges. D'aquests, el parc Ukhahlamba Drakensberg va ser classificat per la UNESCO l'any 2000 com a Patrimoni de la Humanitat. El parc també es troba a la llista de zones humides d'importància internacional (segons la Convenció de Ramsar). El parc nacional de Royal Natal, que conté alguns dels pics més alts, forma part d'aquest gran complex de parcs. Al costat de l'Ukhahlamba Drakensberg es troba la reserva de muntanya Allendale de 1900 ha, que és la reserva privada més gran adjacent al Patrimoni de la Humanitat i es troba a la zona accessible de Kamberg, el centre de la històrica regió de Pintures Rupestres dels San (Bushman) del Ukhahlamba. Mentrestant, els prats de les pistes més baixes s'han vist molt afectats per l'agricultura, especialment pel pasturatge. Gairebé tots els prats i boscos originals han desaparegut i es necessita més protecció, tot i que la reserva del Giant's Castle és un refugi per als elands i també és un lloc de reproducció per al trencalòs.
L'àrea de conservació transfronterera de Maloti-Drakensberg es va establir per preservar algunes de les zones d'alta muntanya de la serralada.

### Àrees urbanes
Les viles i ciutats de la zona de Drakensberg inclouen, del sud al nord, Matatiele i Barkly East a la província de Eastern Cape; Ladysmith, Newcastle, Ulundi - l'antiga capital zulú, Dundee i Ixopo a KwaZulu-Natal; tot el Lesotho, la capital del qual és Maseru i Tzaneen a la província de Limpopo.

### Pintures de les Coves dels San

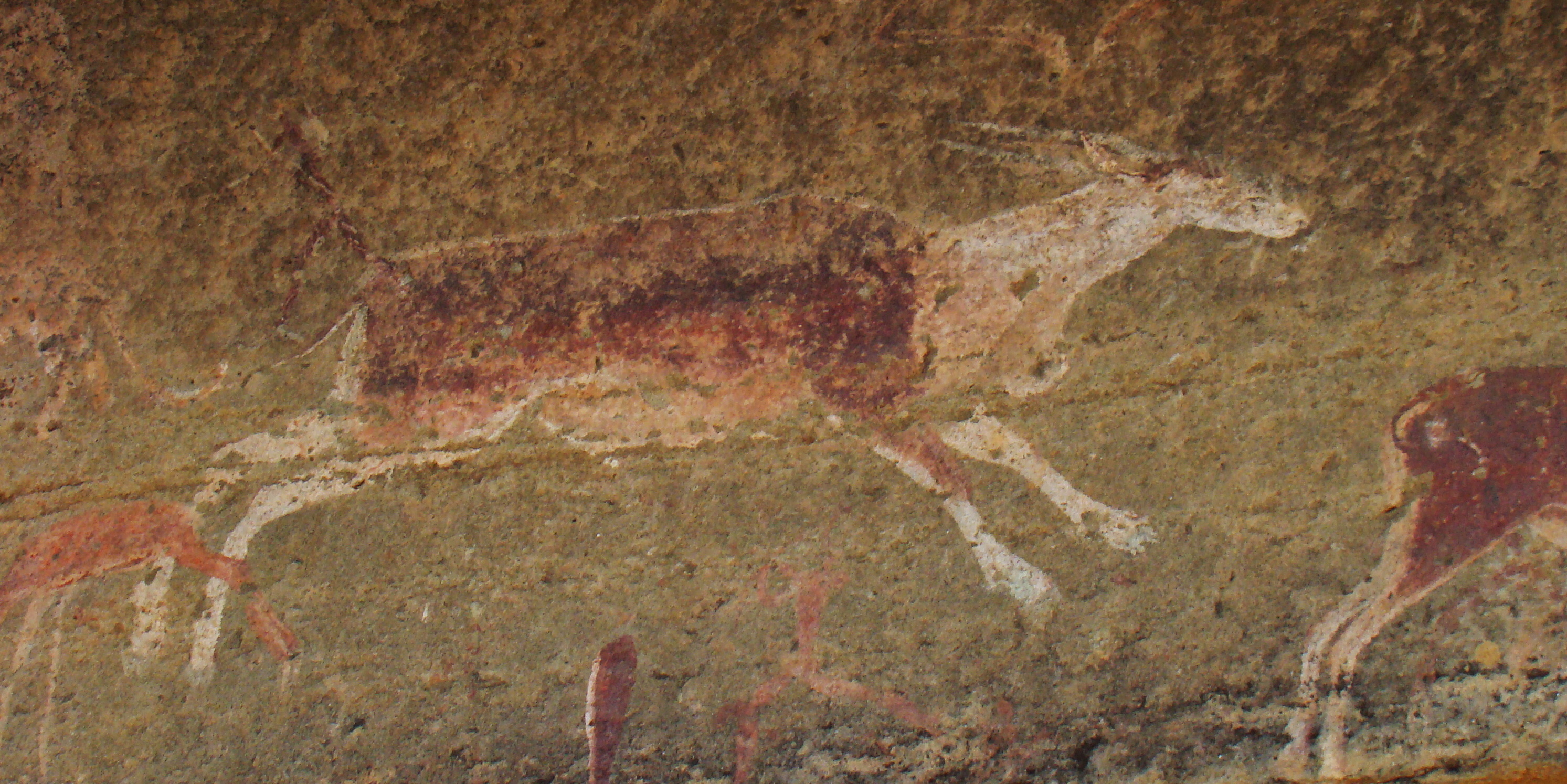
Representació gràfica d'un eland en una cova de la Formació Clarens. Parc d'UKhahlamba-Drakensberg, província de KwaZulu-Natal, a prop de la vora de Lesotho.

Hi ha nombroses coves al gres fàcilment erosionat de Formació Clarens, la capa per sota de la gruixuda i dura capa de basalt a la frontera de KwaZulu Natal-Lesotho. Moltes d'aquestes coves tenen pintures rupestres dels San (bosquimans). Aquesta part del Drakensberg té entre 35.000 i 40.000 obres d'art rupestre de San i és la col·lecció més gran d'aquest treball al món. Algunes 20.000 pintures rupestres individuals han estat enregistrades en 500 coves diferents i llocs destacats entre el Parc Nacional Drakensberg Royal Natal i el Nek de Bushman. A causa dels materials utilitzats en la seva producció, aquestes pintures són difícils d'aconseguir, però hi ha proves antropològiques, incloent-hi molts instruments de caça, que el poble de San existia al Drakensberg fa almenys 40.000 anys i possiblement fa més de 100.000 anys. En la Gola d'[i]n Nd edema en el Ginsberg central s'han enregistrat 3.900 pintures en 17 llocs. Un d'ells, la cova de Sebaayeni, conté 1.146 pintures individuals. El lloc web "Sud-àfrica.info" indica que, encara que "la pintura més antiga d'una paret rocosa de refugi del Ginsberg es remunta a uns 2400 anys ... també s'han trobat porcions de pintura almenys mil anys més vells." El lloc també indica que "l'art rupestre del Drakensberg és el grup més gran i concentrat de pintures rupestres a Àfrica al sud del Sàhara, i destaca tant per la qualitat com per la diversitat del tema ".

### En la cultura popular
El Drakensberg apareix en la pel·lícula nord-americana de ficció del 2009 titulada "2012". Hom pot veure en l'última escena de la pel·lícula, on després de vint-i set dies d'una gran inundació planetària a la qual la gent va tractar de sobreviure mitjançant la construcció d'arques, les aigües van començar a retrocedir. Les arques s'apropen al cap de Bona Esperança, on el Drakensberg (en aquells moment la serra més alta sobre el gran oceà) emergeix.